# Eptesicus lobatus

Eptesicus lobatus (лат., возможное название — донецкий кожан) — вид млекопитающих из семейства гладконосых летучих мышей (Vespertilionidae).

## История изучения
Раньше всех кожанов из восточных и южных территорий Украины относили к виду Eptesicus serotinus и новый вид выделен именно из их состава. Вид описан в 2009 году как новый для науки по материалам из Луганской области украинским ученым-териологом И. В. Загороднюком. Основанием для ревизии таксономии послужили многочисленные ошибки в определениях кожанов и смежных видов (в частности гладконосых летучих мышей) при использовании имеющихся определителей.
Первичное название вида связано с бассейном реки Северский Донец, откуда было известно большинство находок этого вида на время его описания. После уточнения его ареала название, которое по задумке в описании должно остаться географической, будет уточнено. Латинское название связано с наличием дополнительной кожной лопасти (эпиблемы) снаружи шпоры.

## Уникальные признаки
Основанием для описания стали морфологические особенности восточных кожанов, которые не соответствовали диагнозу вида Eptesicus serotinus и рода Eptesicus в целом. Ключевым диагностическим признаком этого вида является наличие развитой эпиблемы на шпоре. По всем имеющимся сводкам, эпиблема у видов рода Eptesicus не развита либо отсутствует, либо имеет вид узкой кожной складки.

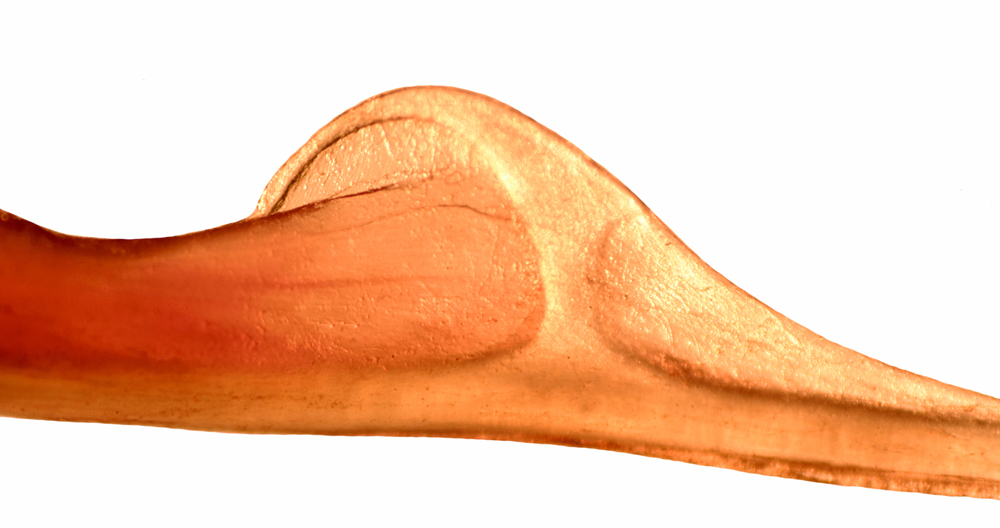
анатомия эпиблемы летучей мыши Eptesicus lobatus

## Распространение
Типовые образцы происходят из нескольких пунктов Луганщины: город Краснодон, село Колесниковка и биостанция «Ново-Ильенко» в Станично-Луганском районе, в окрестностях села Анновка, возле города Брянка Кировского района (место сохранения типичной серии — Зоологический музей имени Бенедикта Дыбовского Львовского национального университета). Известный ареал охватывает бассейн реки Северский Донец и смежные районы Донецкого кряжа. Предполагается, что ареал вида простирается на восток до Дона на юг к Предкавказью и Приазовью.

## Экология
Вид является типичным обитателем урбанистического ландшафта и относится к синантропным видам. Наибольшее количество находок в убежищах связана с постройками (оконные рамы, подоконники, перекрытия потолков и тому подобное). Легко регистрируется при помощи ультразвука (около 25-29 кГц с характерным «рисунком» звука). Является обычным в парковых зонах городов, озеленённых дворах. Питается в полете, преимущественно крупными насекомыми.

## Участие в зоонозах
По известным на сегодня ареалом этого вида связано абсолютное большинство самых известных на Украине и в Европе в целом случаев передачи «кожанового» бешенства человеку (в частности, Харьков, 1985, Луганск 1997 г., Краснодон 2002 г.).